# Rio Claro - Mayaro
Rio Claro - Mayaro is een regio in Trinidad en Tobago.
Rio Claro - Mayaro telt 30.298 inwoners op een oppervlakte van 853 km².